# 音羽レオン
音羽 レオン（おとわ れおん、1990年1月11日 - ）は日本のAV女優。グランツプロ所属。

## 人物・略歴
趣味はカラオケ、人間観察、宝くじ。
2009年3月に、嵐を呼ぶスーパーガールから『SUPER GIRL DEBUT』でAVデビュー。

## 作品

### アダルトビデオ
2009年
- SUPER GIRL DEBUT（2009年3月13日、嵐を呼ぶスーパーガール）
- COLORFUL SEX（2009年4月13日、嵐を呼ぶスーパーガール）
- TEMPTATION（2009年5月13日、嵐を呼ぶスーパーガール）
- ギリモザ セル初ギリモザ（2009年7月19日、エスワン）
- ギリモザ GAL痴女（2009年8月19日、エスワン）
- ギリモザ ものすごい顔射（2009年9月19日、エスワン）
- ギリモザ 腰が抜けるほどイカせて…（2009年10月19日、エスワン）
- ギリモザ 逆ナンパ☆GAL（2009年11月7日、エスワン）
- レイプ×ギリモザ 犯された女教師（2009年12月7日、エスワン）

2010年
- 密室凌辱（2010年1月7日、エスワン）
- 生意気女子高生犯す（2010年2月7日、エスワン）
- お願い!抜かないで…（2010年3月7日、エスワン）
- ガッツリ欲しがるカラダ （2010年6月15日、ワープエンタテインメント）
- 漏らしてもいいけど、絶対イッちゃダメ!! （2010年6月15日、ワープエンタテインメント）オムニバス作品
- ノンフィクション ～音羽レオン～ (6月22日、プレステージ)
- イヤと言えない巨乳女子校生を、他の生徒が寝ている隣でサイレント調教（2010年6月24日、SODクリエイト）
- おねだりザーメン MELTDOWN (7月1日、ワンズファクトリー)
- 妄想淫語で指入れオナニー (7月1日、ワンズファクトリー)オムニバス作品
- 超美巨乳王様ゲーム (2010年7月8日、SODクリエイト)
- マジックミラー号 逆ナンパ 奇跡のボディ 横浜みなとみらい編 (2010年7月8日、ディープス)
- ボディフェティッシュ (2010年7月9日、KUKI)
- 奇跡のカラダ (2010年7月16日、おかず。(ケイ・エム・プロデュース))
- 羞恥!青空乳揉み露出 (2010年7月22日、サディスティックヴィレッジ)
- はじまりはいつもフェラ (2010年7月23日、プレステージ)
- これぞ興奮の真骨頂! バレないように彼女の親友とこっそりヤル② (2010年8月5日、アキノリ)
- 美味しい看護師（2010年8月15日、スターパラダイス）
- 援交 転校生 レオン（2010年8月13日、アップス）
- 羞恥！佐○木希激似ッ娘が真夏の露出指令 Vol.1 （2010年8月24日、サディスティックヴィレッジ）
- 素人コギャルHEAVEN 4時間 NEO 17 (2010年8月27日、おかず。(ケイ・エム・プロデュース))オムニバス作品
- お尻とお乳 (2010年9月22日、プレステージ)
- 音羽レオンのソープしちゃうぞ (2010年9月24日、クリスタル映像)
- Wテラちんぽ 初めての外国人ファック! (2010年10月1日、みるきぃぷりん♪)
- 時間が止まる腕時計3D (2010年10月7日、ROCKET)
- 日本国民全裸の日 ⑦ 痴女バージョン（2010年10月8日、アキノリ）
- 巨乳痴女が出没するエレベーター （2010年10月19日、クロス）
- 宅配痴女 （2010年10月19日、ドグマ）
- 人妻中出し哀願 ［其ノ二四］ （2010年10月22日、青空ソフト）
- 美少女犬ダルマ陵辱 （2010年11月4日、サディスティックヴィレッジ）
- イカセ4時間 (2010年11月12日、ミリオン(ケイ・エム・プロデュース))
- ノーパン High School (2010年11月13日、マルクス兄弟)
- JKのパンティを被ったままでの至高の手コキ (2010年11月13日、マルクス兄弟)オムニバス作品
- 綺麗なお姉さんの粘着アナル舐め手コキ (2010年12月1日、ワンズファクトリー)オムニバス作品
- ガーターストッキング 顔騎オナニー (2010年12月1日、Fetishist/妄想族)オムニバス作品
- 古本屋の淫妻 (12月7日、マドンナ)
- おいしいボイン妻 3 (12月10日、Nadeshiko)
- 妹と兄のヒミツの相互オナニー (2010年12月13日、マルクス兄弟)オムニバス作品
- 口腔マニアックス ～口の中が好き～ (2010年12月23日、KEU)オムニバス作品
- 隣の部屋にギャルが引っ越してきた! 2 (2010年12月24日、おかず。(ケイ・エム・プロデュース))

2011年
- 近親相姦 母親調教の意外な結末（1月1日、VENUS）
- ジュポニカ学習帳 VOL.3 (1月8日、映天)オムニバス作品
- 美脚×ローライズ短パン×露出デート（1月13日、マルクス兄弟）
- カワイイ女の子に見つめられながらフェラされると幸せな気分でビンビンになっちゃいますよネ! (1月15日、ワンズファクトリー)オムニバス作品
- 美少女犬ダルマ陵辱 （1月20日、サディスティックヴィレッジ）オムニバス作品
- パンスト美脚妻の淫靡な匂い（2月1日、VENUS）
- 電流アクメ 7 〜勃起クリトリス電極責め〜（2月5日、ROCKET）
- 息子の嫁（3月11日、Nadeshiko）
- 日本列島ダーツで田舎に泊まってウルウル滞在記（4月7日、ATOM）
- 社内情事 巨乳ギャルOL（4月13日、JAGUAR）
- コスプレSEXシンドローム（7月15日、PSYCHEDELIC PUPPET）
- ハイキックギャルズが行く!!美脚パンチラ回し蹴り逆ナンパ!!（8月6日、GARCON）
- デリバリー巨乳ギャル（8月13日、JAGUAR）
- ピンクスパイダー 3（11月22日、MAD）
- 同級生宅に突然 おじゃましま〜す!! Vol.5（12月22日、A.S.E）

2012年
- コレクターズエディション4時間（1月13日、MARX Brothers）総集編
- ジュポニカ学習帳 VOL.24（2月3日、篤）
- 4時間（5月13日、Gt）
- 音羽レオンのアニコスっ!（8月15日、PSYCHEDELIC PUPPET）

2013年
- エステティシャンに成り済ましたAV女優がブライダルエステにやって来たカップルの彼氏を誘惑!彼女の横で超絶テクの気持ちいいマッサージをしたら彼氏はどうするのか!? (12月13日、ATOM)

2015年
- 観光に訪れる男たちを村娘の下品な性接待で中出しさせて妊娠したら婿に入ってこの村に住めと承諾させる温泉宿 2 (11月12日、ROCKET)

2018年
- 山と空BEST 恥辱の野外拘束 8匹5時間（2月7日、山と空）
- 容赦無き調教奴隷イラマチオ3　～無力な女は降りかかる屈辱の災難に喉奥最深部で耐え忍ぶ～（5月18日、SEX Agent）
- ド変態体位の羞恥手コキ ～男のプライドはボッロボロ、男のシンボルはボッキボキ。狂ったもん勝ちの快楽世界～（6月22日、SEX Agent）
- マゾ乳奴隷 巨乳女崩壊（7月13日、ケイ・エム・プロデュース）

### VR
- HQ高画質対応 乱入!ハプニング個室ビデオ (2019年2月22日、CASANOVA)

### テレビドラマ
- 匿名探偵(2012年10月 - 12月、テレビ朝日) - ストリップ嬢 役